# Heinz Beduhn
Heinz Beduhn (11 de Agosto de 1907 - † 1 de Agosto de 1940) foi um comandante de U-Boot que serviu na Kriegsmarine durante a Segunda Guerra Mundial.